# São Paio (Arcos de Valdevez)
São Paio ist eine ehemalige Gemeinde (Freguesia) im nordportugiesischen Kreis Arcos de Valdevez. In der Gemeinde lebten 1143 Einwohner (Stand 30. Juni 2011). Die Gemeinde gehörte neben Salvador zum Stadtgebiet von Arcos de Valdevez.
Am 29. September 2013 wurden die Gemeinden Arcos de Valdevez (São Paio) und Giela zur neuen Gemeinde União das Freguesias de Arcos de Valdevez (São Paio) e Giela zusammengefasst. Arcos de Valdevez (São Paio) ist Sitz dieser neu gebildeten Gemeinde.

## Bauwerke

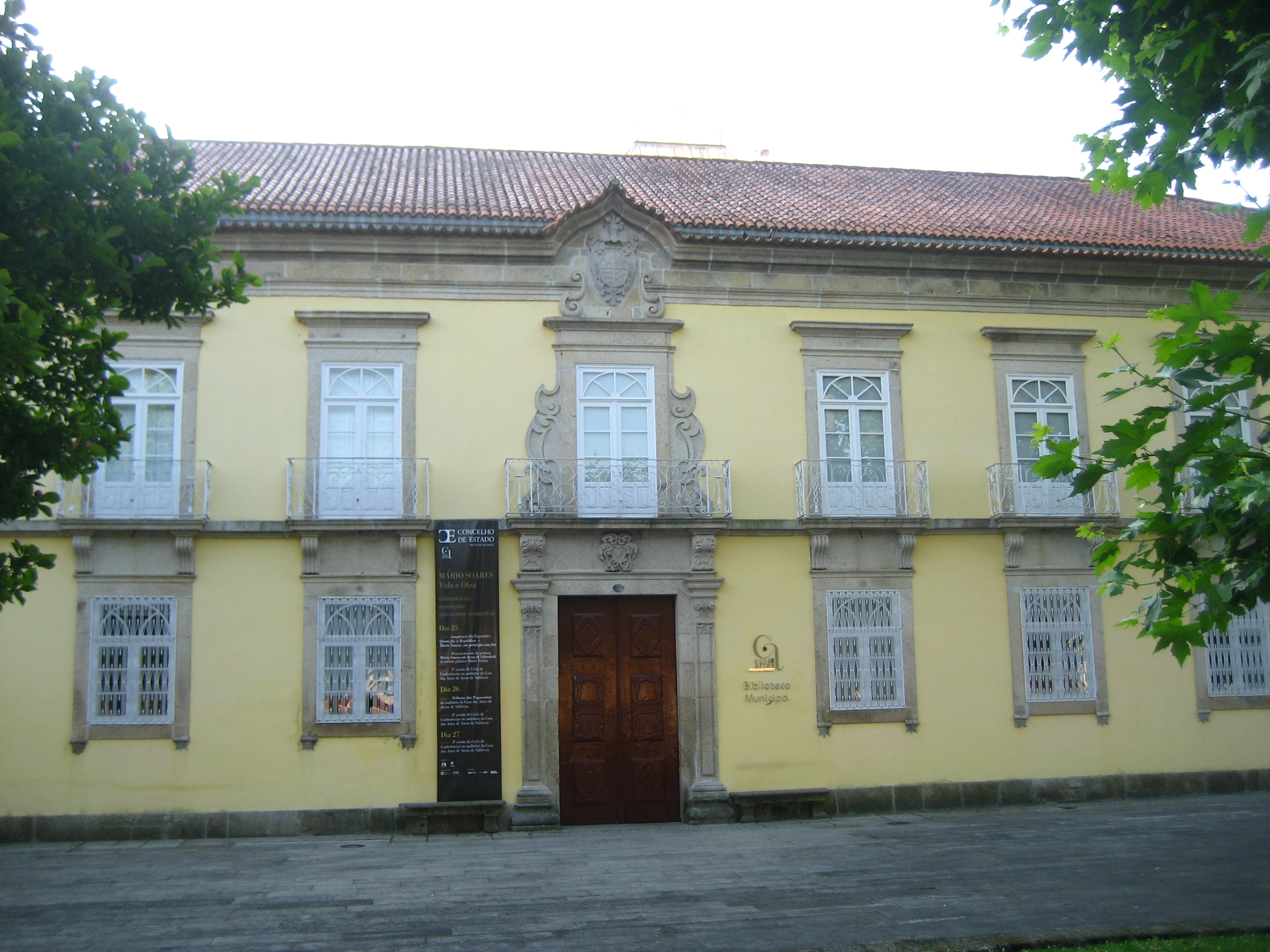
Casa do Terreiro

- Casa do Terreiro
- Paço da Glória